# 上水和你行
上水和你行，是2020年1月5日在香港北區上水舉行的一場反對水貨客遊行活動。遊行由民主黨北區黨團及區內市民合辦，起點為上水公園第一號，途經上水石湖墟一帶街道，遊行至上水站A3出口。示威活動演變成警民衝突，警方以警棍及胡椒噴霧驅散人群，並包圍及截查過百市民，其中42人被捕。

## 背景
自從2003年開放港澳個人遊起，水貨客以「螞蟻搬家」形式將貨品由香港走私至中國大陸，而水貨活動令上水居民飽受阻街、衛生、抬高物價等多個民生問題。警方、入境處等執法部門亦多次進行執法行動，但未能解決水貨客問題。而上水居民曾多次發起示威行動，包括2012年的光復上水站、2015年的光復行動、2016年和2019年先後兩次光復上水的大規模遊行。
於2019年末，上水水貨問題依然嚴重，因此上水居民再度發起反水貨遊行，在立法會議員林卓廷及民主黨北區黨團協助下，由北區區議員林子琼於12月23日代為向警方申請不反對通知書，決定於2020年1月5日舉行遊行，最終獲警方批出不反對通知書，批准1時半到2時半集會及2時半到5時進行遊行。
由於上水和你行正值反送中運動期間，因此警方在遊行路線部署大批防暴警察應對示威群眾，水炮車及銳武裝甲車亦在遊行路線附近戒備。

## 遊行經過

### 集會（下午1時半至2時半）
遊行開始前，警方已經派出大批警力於石湖墟及上水廣場一帶戒備，部分防暴警員手持防暴槍、圓盾等武器。而在水貨重災區的石湖墟市面冷清，部份藥房及水貨店決定暫停營業，而不少水貨客亦提早返回中國大陸，避免與示威群眾產生衝突。而主辦方亦安排約100名糾察沿路維持秩序。
於下午1時左右，近千市民於遊行起點的上水一號公園聚集，主辦方邀請包括立法會議員林卓廷、北區區議會副主席陳旭明、區議員陳惠達等人上台發言，並高叫「趕走水貨，唯一出路」及「 政府不作為，居民自己嚟」等口號，表達對水貨問題不滿。

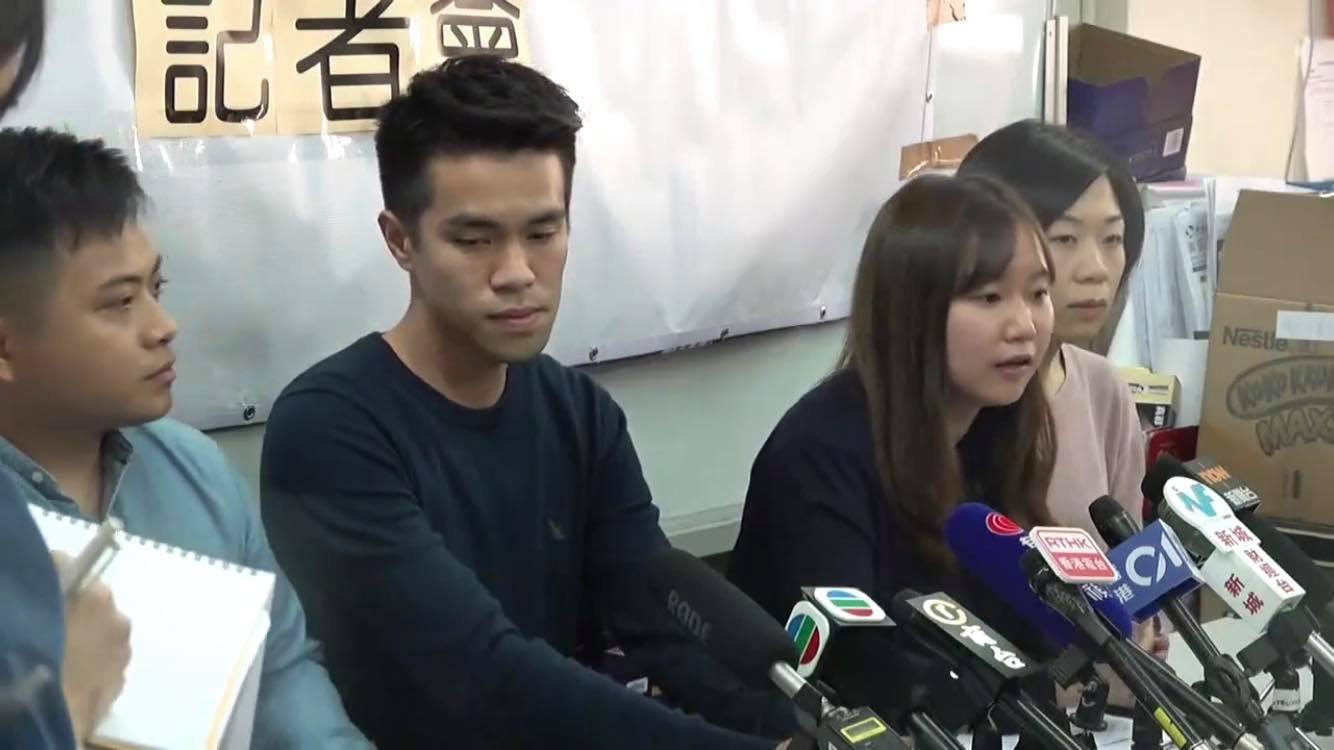
於1月4日民主黨開記者招待會講述「上水和你行」安排
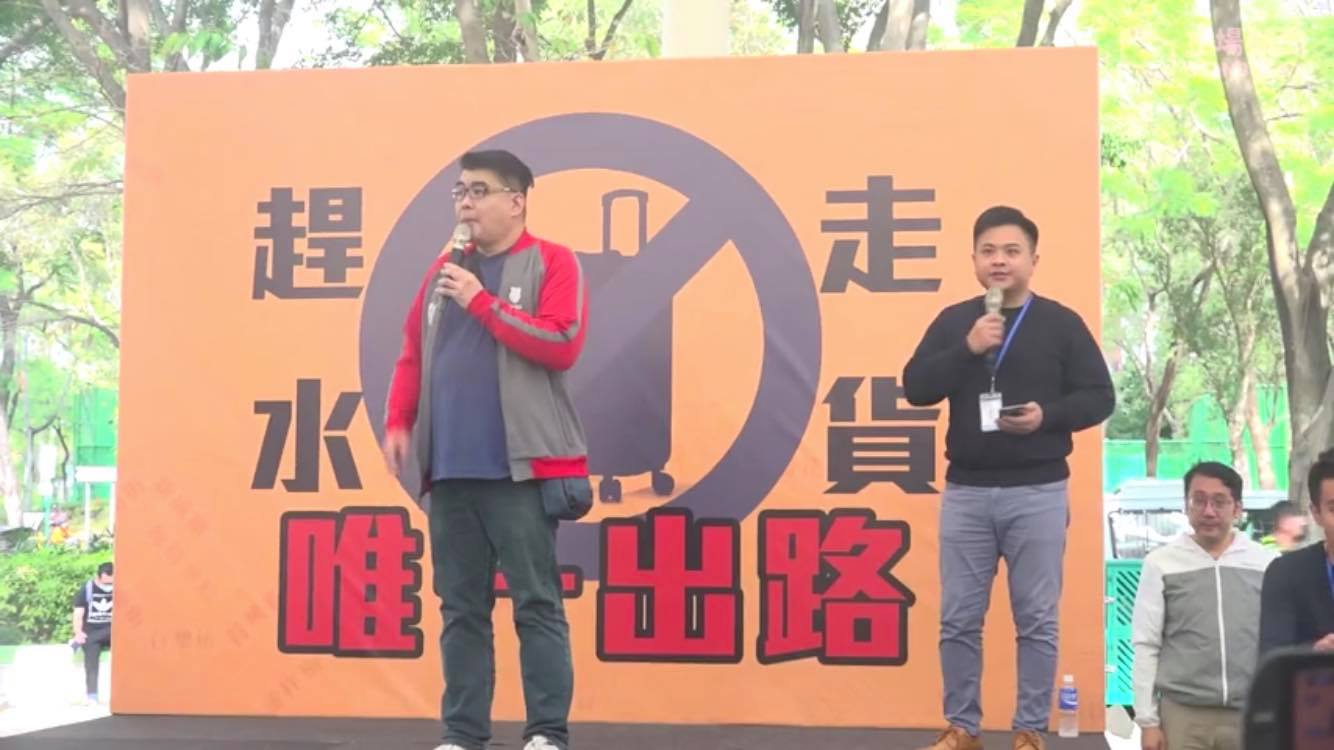
上水和你行集會期間，北區區議員陳旭明及陳惠達上台發言

### 遊行開始到對峙（下午2時半至4時）
到下午2時半左右遊行正式出發，由林卓廷、林子琼、陳惠達等帶領隊頭，經龍琛路、新成路、新功街、新康街、符興街、新發街、龍琛路、新運路，最終於3時左右遊行隊伍到達上水鐵路站A3出口。但由於上水站及附近天橋皆有防暴警員把守封鎖及截查離開群眾，阻礙遊行隊伍解散，結果警方與遊行隊伍於新運路與龍運路交界對峙，警方舉藍旗警告。而警方於社交媒體表示遊行已於2時50分完結，又指部分人拒絕聽從指示離開。主辦方呼籲警方給予時間讓群眾離去，但警方反指逗留人士屬於非法集結。
另外於同日2時40分，有人趁上水遊行時上水警署需抽調人手於上水佈防，向遠離遊行路線的上水警署投擲汽油彈，導致一輛警車被燻黑，警方馬上發射催淚彈還擊。

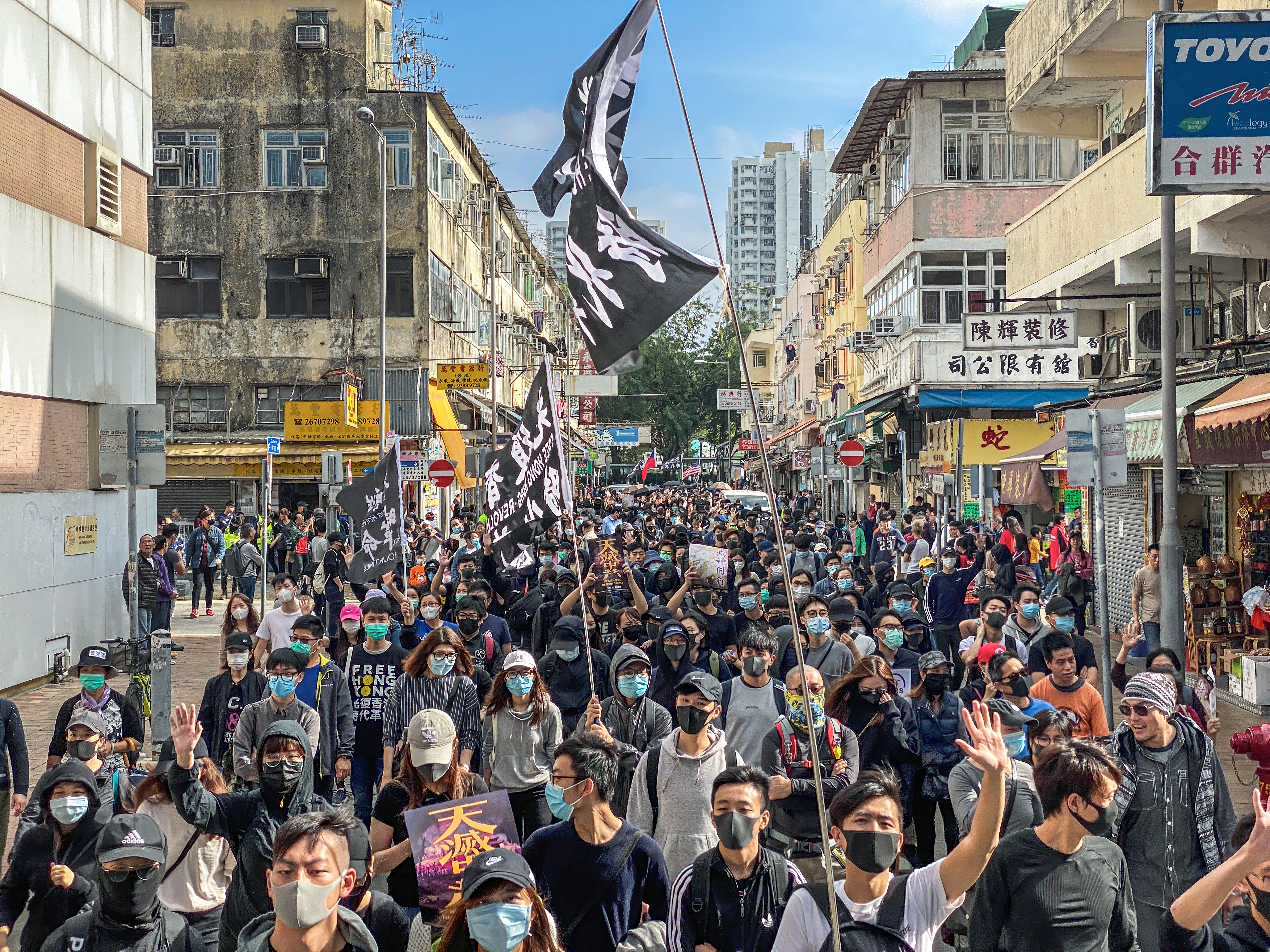
遊行隊伍途經新成路的情況，部分人高舉「光復香港，時代革命」的旗幟及代表「五大訴求，缺一不可」的手勢
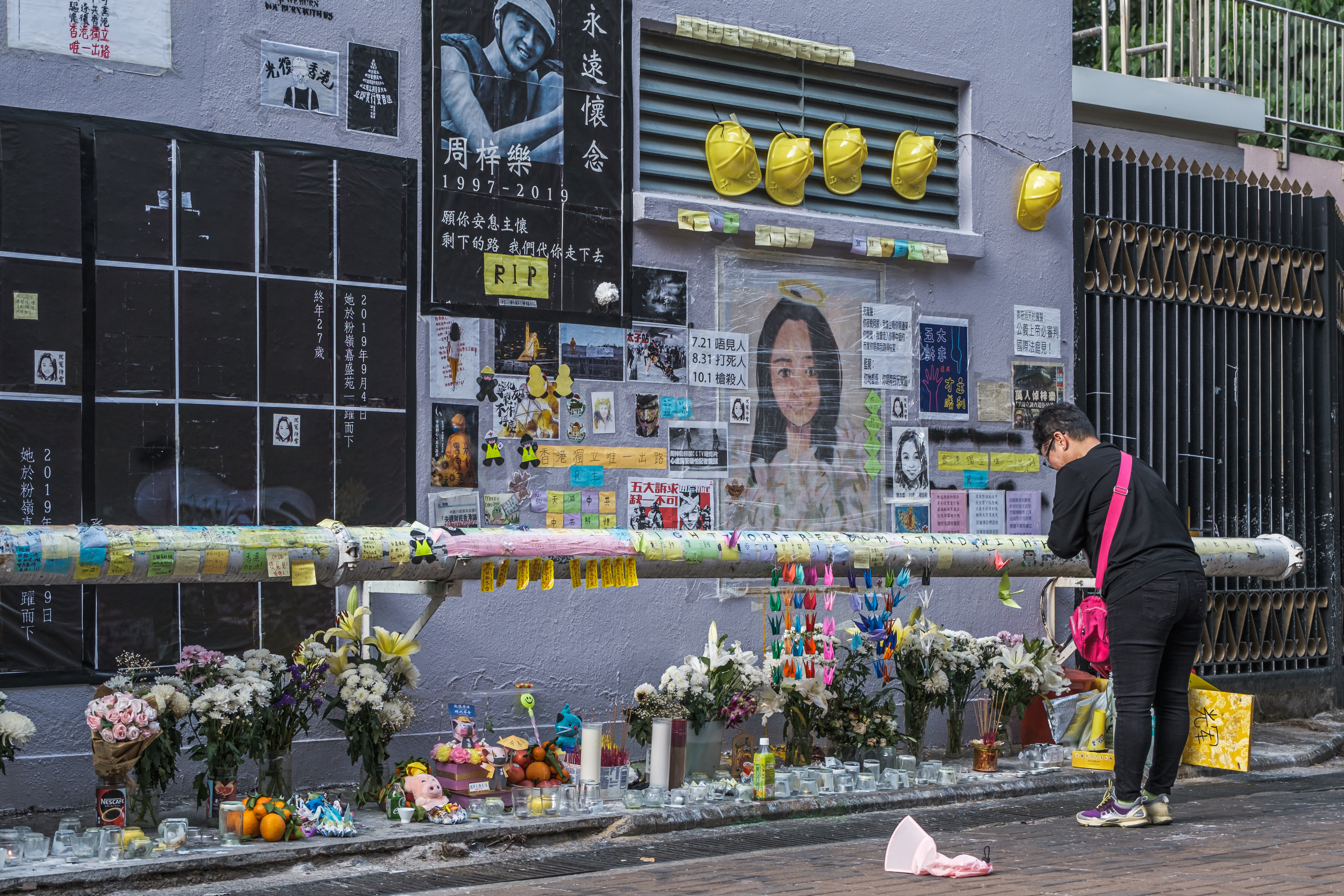
在北區大會堂外的追思牆，有遊行人士獻花悼念在反修例事件中離世人士

### 圍捕及清場（下午4時至6時）
於下午4時15分，警方展開行動，於上水中心及新都廣場附近以警棍及胡椒噴霧驅散人群，並包圍及截查過百市民，經截查後拘捕其中42人。而防暴警察及便衣警員亦進入上水中心內發射胡椒噴霧制服多人，其中一名便衣警員亦中椒，需要由同袍攙扶離開。到下午5時左右，有市民於上水中心外指罵警方濫捕及濫用武力，警方先後舉紅旗及藍旗警告。至下午6時，警方及群眾大致散去。
而被捕人士全部送到上水警署扣查，被捕者大多涉及參與非法集結或藏有攻擊性武器而被捕，多個當區區議員亦到達上水警署外協助被捕市民。

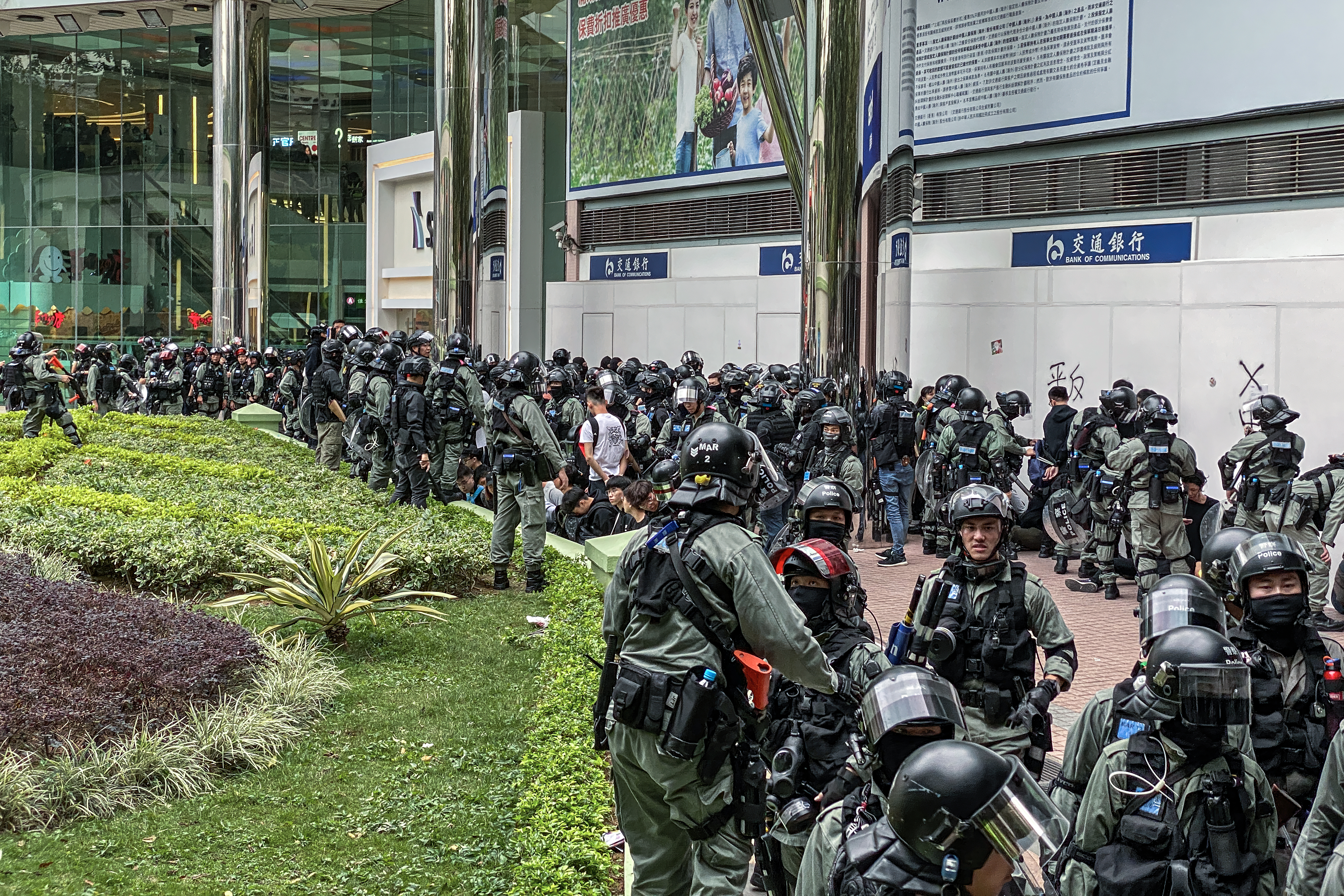
警方在上水中心對出的上水花園第4號突襲圍捕百多人
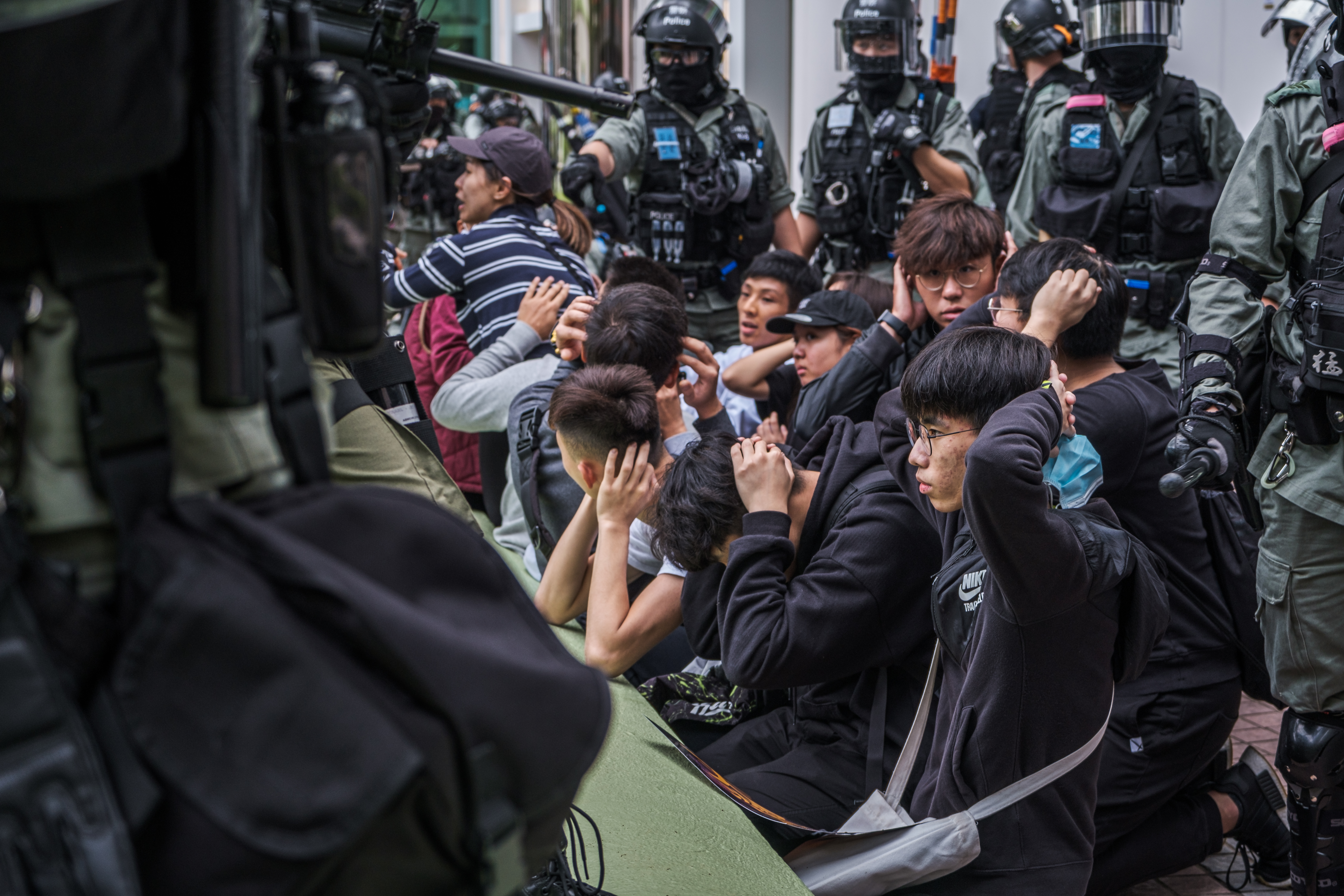
多人雙手放頭，蹲下或坐在地上
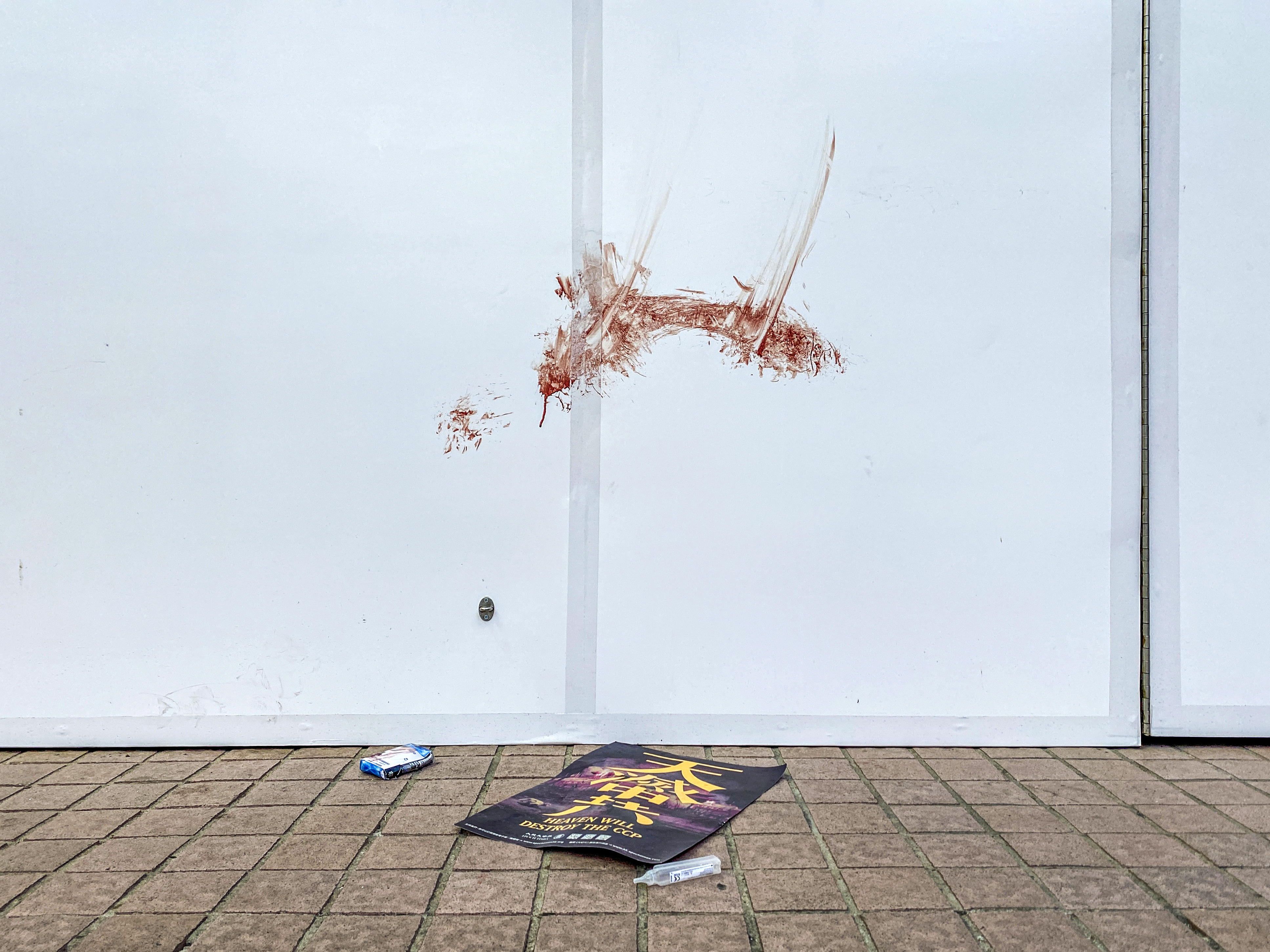
上水中心的圍板留下防暴警察圍捕的血跡
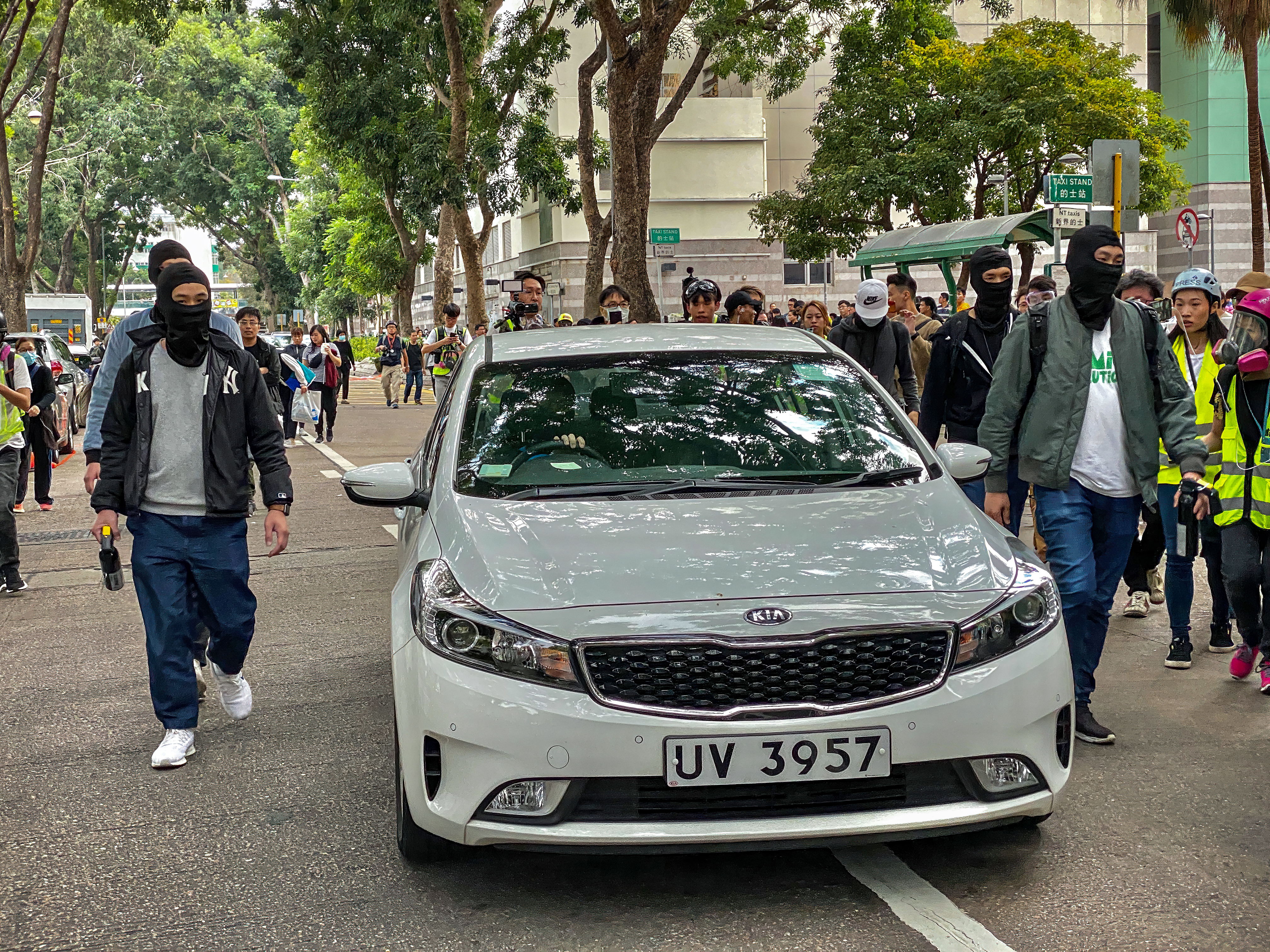
蒙面便衣警員護送警方私家車離開
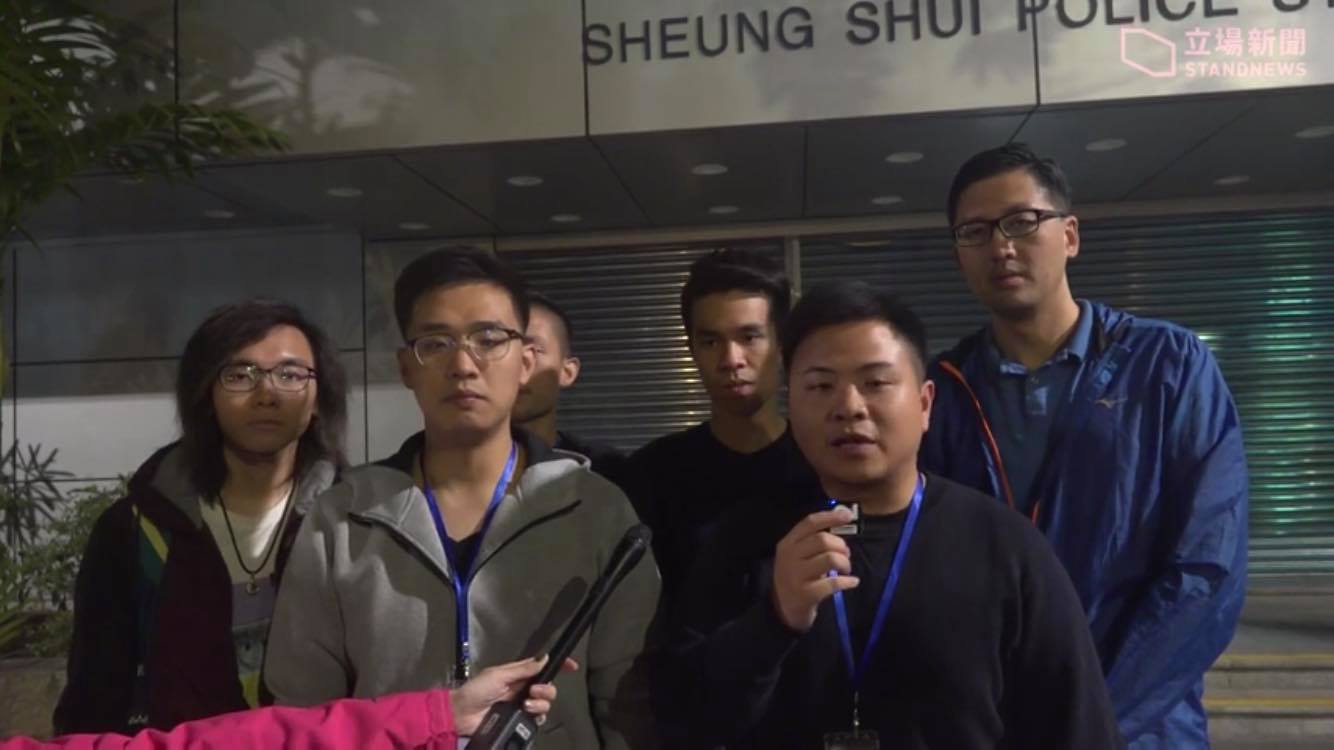
警方圍捕後一眾北區區議員到達上水警署外進行被捕支援，並接受記者採訪

## 爭議

### 警方擅自提早結束遊行
警方於社交媒體指遊行隊伍已經在2時50分到達終點，並稱遊行主辦方已宣布活動結束，其後警方舉藍旗及指遊行隊伍已涉嫌非法集結。民主黨反駁警方講法，認為過萬人參與遊行不可能開始20分鐘已經活動結束，並指約3時半遊行隊伍才到達終點，並指不反對通知書有效時間至下午5時，指摘警方擅自結束遊行。

### 警方違反協議
民主黨一方指，申請遊行時已經與警民關係組達成協議，指警方只會派出軍裝警員維持秩序，並會遠離遊行路線。但遊行當日發現警方派出大批全副武裝的防暴警察，並在距離遊行路線十米外戒備，而且派出銳武裝甲車及水炮車，認為警方目的是震懾和平示威者。

### 警方無理圍捕及使用武力
民主黨指，警方於上水中心外圍捕市民，認為警方拘捕理由不合理。同時上水中心外未有發動暴力事件，但防暴警察到場後馬上發射胡椒噴霧是濫用武力。
另外在現場協助市民的北區區議員袁浩倫指，警方突然包圍市民，而在場區議員當時正在勸導市民離開亦遭警方以武力對待，袁浩倫指其本人遭警棍擊中，亦有其他區議員遭胡椒噴劑射中。

## 後續事件

### 北區區議會譴責警方濫捕
於1月7日北區區議會第一次會議上，林子琼提出臨時動議，譴責警方1月5日在上水濫捕行為，結果15票贊成、0票反對、7票棄權，北區區議會通過動議譴責警方濫捕。

## 法庭案件
一名28歲文員被控在上水中心商場內趁便衣偵緝警長落樓梯時，從後方踢背部，被控襲警罪。他早前承認控罪，裁判官蘇文隆認為他行為鬼祟，可令更多人攻擊警長，被判監禁4個月。其後他上訴至高等法院，到2021年11月16日上訴得直減刑至10星期。其報告透露被告還柙期間患上焦慮及抑鬱，不過法官不接納為減刑理據。但同時指出案件情況特別，認為案發期間為合法示威，最後當庭釋放。